# Kenan Sofuoğlu
Kenan Sofuoğlu (Adapazarı, 25 agosto 1984) è un pilota motociclistico e politico turco, ritiratosi dall'attività agonistica, campione mondiale Supersport nel 2007, 2010, 2012, 2015 e 2016.
In questa categoria è il pilota con più titoli mondiali ottenuti.

## Carriera nel motociclismo
Sofuoğlu fa il suo esordio in un campionato mondiale nella stagione 2003, partecipando, in qualità di wild card a tre gare del campionato mondiale Supersport in sella ad una Yamaha YZF-R6 del team Yamaha Motor Germany. Non ottiene punti validi per il mondiale.
Nella stagione successiva rimane nel team Yamaha Motor Germany, passando però nella Superstock 1000 FIM Cup per guidare una Yamaha YZF-R1, il compagno di squadra è Didier Van Keymeulen. Durante la stagione Sofuoğlu totalizza cinque piazzamenti a podio che gli permettono di raggiungere quota 104 punti e chiudere la stagione al terzo posto.
Nel 2005 è nuovamente titolare nella Superstock 1000 FIM Cup, con la stessa moto, lo stesso team e lo stesso compagno di squadra della stagione precedente. Dopo essere stato per alcune gare al comando della classifica, viene sorpassato dal compagno di squadra Van Keymeulen che si laurea campione di categoria con sei punti di vantaggio su Sofuoğlu. In questa stagione il pilota turco ottiene: tre vittorie, 4 pole position, 2 giri veloci e sette podi su nove gare disputate.
Nel 2006 torna, stavolta come pilota titolare, nel campionato mondiale Supersport, in sella ad una Honda CBR600RR del team Winston Ten Kate Honda. Il compagno di squadra è il francese Sébastien Charpentier. In questa prima stagione completa il pilota turco ottiene le prime vittorie in Supersport, andando a vincere i Gran Premi dei Paesi Bassi ad Assen e di Germania al Laustizring. Chiude la stagione al terzo posto ottenendo 157 punti.
Nel 2007 è nuovamente pilota titolare nel campionato mondiale Supersport con lo stesso team, la stessa moto e lo stesso compagno di squadra della stagione precedente. Vince il campionato con più di 140 punti di vantaggio rispetto al secondo in classifica, vince otto gare, fa segnare cinque pole position e dodici piazzamenti a podio su tredici gare in calendario.
Nel 2008 si trasferisce nel campionato Mondiale Superbike, in sella ad una Honda CBR1000RR del team col quale ha corso le ultime due stagioni nel mondiale Supersport. I compagni di squadra sono lo spagnolo Carlos Checa e il giapponese Ryūichi Kiyonari. Ottiene un nono posto come miglior risultato stagionale, inoltre prima della fine della stagione torna nel campionato mondiale Supersport scambiandosi la moto con Jonathan Rea (con quest'ultimo che dal mondiale Supersport passa al mondiale Superbike). Sofuoğlu partecipa quindi all'ultima gara della stagione, il Gran Premio del Portogallo sul circuito di Portimão, dove ottiene pole position, vittoria e giro veloce in gara. Con questi venticinque punti riesce a chiudere la stagione al diciannovesimo posto, mentre nel mondiale Superbike chiude diciottesimo con 54 punti.
Nel 2009 partecipa al campionato mondiale Supersport con una Honda CBR600RR del team HANNspree Ten Kate Honda. Il 28 febbraio 2009 ottiene la sua prima pole position stagionale a Phillip Island, ottenendo in gara, il giorno seguente, anche la prima vittoria stagionale. Conclude l'annata al terzo posto nella classifica generale con 189 punti, ottenendo durante la stagione altre due vittorie: al Gran Premio degli Stati Uniti ed al Gran Premio d'Italia.
Nel 2010 viene confermato nel mondiale Supersport sempre con la CBR600RR del team HANNspree Ten Kate Honda. Conquista il secondo titolo mondiale Supersport dopo quello conquistato nel 2007, vincendo 3 gare e salendo sul podio in tutte le 13 prove in calendario, avanzando di soli 11 punti Eugene Laverty, anche lui con la CBR600RR ma del team Parkalgar Honda, suo principale avversario in tutta la stagione.
Sempre nel 2010 viene chiamato a correre le ultime due gare del motomondiale in Moto2 sulla Suter MMX del team Technomag-CIP, moto lasciata libera a seguito del decesso di Shōya Tomizawa nel Gran Premio di San Marino. Ottiene undici punti, tutti con il quinto posto in Portogallo.
Nel 2011 rimane nello stesso team, con compagno di squadra Dominique Aegerter. Ottiene un secondo posto in Olanda e termina la stagione al 17º posto con 59 punti. In questa stagione è costretto a saltare i Gran Premi di Indianapolis, San Marino e Aragona per infortunio.
Dopo la parentesi nel motomondiale, rientra nel 2012 nel mondiale Supersport, con la Kawasaki ZX-6R del team Kawasaki Lorenzini, vince il campionato piloti; per il pilota turco si tratta del terzo mondiale dopo quelli del 2007 e del 2010. Sofuoğlu diventa così il primo pilota a vincere tre titoli in questo campionato, riportando la Kawasaki al primo posto nella graduatoria piloti a distanza di undici anni dall'ultimo titolo di Andrew Pitt nel 2001.
Nel 2013 rimane nel mondiale Supersport, correndo con una Kawasaki ZX-6R del team MAHI Racing team India. Chiude la stagione al secondo posto con 201 punti e cinque vittorie all'attivo. Inizia il 2014 nello stesso team dell'anno precedente, per poi passare, a stagione in corso, al team San Carlo Puccetti Racing, sempre con Kawasaki. Riesce a vincere solo il Gran premio di Spagna a Jerez, chiudendo la stagione all'ottavo posto con 94 punti. Nel 2015 partecipa al mondiale Supersport sempre con Kawasaki e sempre col team Puccetti. Al termine della stagione Sofuoğlu si laurea per la quarta volta campione mondiale della Supersport con 233 punti all'attivo. In questa stagione vince cinque gran premi, arriva secondo in altre quattro occasioni e prende punti in tutte le gare in calendario.
Nel 2016 Sofuoğlu è ancora tra i piloti titolari del campionato mondiale Supersport, con la stessa moto e lo stesso team delle stagioni precedenti, con compagno di squadra Randy Krummenacher. Il 16 ottobre 2016, in occasione del Gran Premio di Spagna sul circuito di Jerez conquista il quinto titolo mondiale di categoria vincendo anche la gara.
Nel 2017 viene confermato nel mondiale Supersport dal team Puccetti Racing, il nuovo compagno di squadra è il britannico Kyle Ryde. In questa stagione Sofuoğlu è costretto a saltare le prime due gare in calendario a causa di un infortunio rimediato in allenamento. Il suo posto in squadra, in occasione del Gran Premio di Thailandia, viene preso da Thitipong Warokorn. Sempre in questa stagione è costretto a saltare il Gran Premio di Francia a Magny-Cours a causa di varie fratture al bacino rimediate con una caduta avventuta durante le qualifiche. Chiude la stagione al secondo posto con centosessantuno punti ottenuti. Nel 2018 corre per lo stesso team della stagione precedente e con la stessa motocicletta. Il compagno di squadra è il giapponese Hikari Ōkubo. Conclude tredicesimo in Australia nonostante una ferita nel fianco causata da una caduta nelle qualifiche. Salta le successive tre gare per poi rientrare in occasione del Gran Premio d'italia a Imola, evento in cui annuncia il suo ritiro dalle corse. Nel 2021 fa una fugace ricomparsa in pista disputando le prove libere del Gran Premio di Jerez con lo stesso team della sua ultima stagione ufficiale.

## Carriera politica
In occasione delle Elezioni generali in Turchia del 2018 viene eletto membro della Grande Assemblea Nazionale Turca della provincia di Sakarya con il Partito della Giustizia e dello Sviluppo.

## Biografia
Due suoi fratelli, entrambi motociclisti, sono morti a seguito di incidenti.
Il fratello maggiore Bahattin è deceduto nel 2002 a seguito di una collisione automobilistica; il secondo, Sinan, ha perso la vita nel 2008 nel circuito "Körfez Pist" di Kocaeli durante un test in vista del campionato turco di motociclismo.
Si è sposato con una donna olandese da cui ha avuto un figlio di nome Hamza, il quale è morto il 26 luglio 2015 a soli quattro mesi di età a causa di un'emorragia cerebrale.
Anche suo nipote Bahattin Sofuoğlu, è un pilota professionistico che compete nel mondiale Supersport.

## Risultati in gara

### Campionato mondiale Supersport
| 2003 | Moto   |    |  |  |  |     |  |  |  |  |  |     |  |  |  |  |  |  |  |  |  |  |  |  |  | Punti | Pos. |
| ---- | ------ | -- |  |  |  | --- |  |  |  |  |  | --- |  |  |  |  |  |  |  |  |  |  |  |  |  | ----- | ---- |
| 2003 | Yamaha | 16 |  |  |  | Rit |  |  |  |  |  | Rit |  |  |  |  |  |  |  |  |  |  |  |  |  | 0     |      |

| 2006 | Moto  |   |     |     |   |    |   |   |   |   |   |   |   |  |  |  |  |  |  |  |  |  |  |  |  | Punti | Pos. |
| ---- | ----- | - | --- | --- | - | -- | - | - | - | - | - | - | - |  |  |  |  |  |  |  |  |  |  |  |  | ----- | ---- |
| 2006 | Honda | 3 | Rit | Rit | 5 | 20 | 8 | 3 | 3 | 1 | 1 | 2 | 2 |  |  |  |  |  |  |  |  |  |  |  |  | 157   | 3º   |

| 2007 | Moto  |   |   |   |   |   |   |     |   |   |   |   |   |   |  |  |  |  |  |  |  |  |  |  |  | Punti | Pos. |
| ---- | ----- | - | - | - | - | - | - | --- | - | - | - | - | - | - |  |  |  |  |  |  |  |  |  |  |  | ----- | ---- |
| 2007 | Honda | 1 | 2 | 1 | 1 | 1 | 1 | Rit | 3 | 1 | 2 | 2 | 1 | 1 |  |  |  |  |  |  |  |  |  |  |  | 276   | 1º   |

| 2008 | Moto  |  |  |  |  |  |  |  |  |  |  |  |  |   |  |  |  |  |  |  |  |  |  |  |  | Punti | Pos. |
| ---- | ----- |  |  |  |  |  |  |  |  |  |  |  |  | - |  |  |  |  |  |  |  |  |  |  |  | ----- | ---- |
| 2008 | Honda |  |  |  |  |  |  |  |  |  |  |  |  | 1 |  |  |  |  |  |  |  |  |  |  |  | 25    | 19º  |

| 2009 | Moto  |   |   |   |   |   |   |   |     |   |   |     |   |   |   |  |  |  |  |  |  |  |  |  |  | Punti | Pos. |
| ---- | ----- | - | - | - | - | - | - | - | --- | - | - | --- | - | - | - |  |  |  |  |  |  |  |  |  |  | ----- | ---- |
| 2009 | Honda | 1 | 4 | 3 | 5 | 9 | 5 | 1 | Rit | 4 | 9 | Rit | 1 | 3 | 2 |  |  |  |  |  |  |  |  |  |  | 189   | 3º   |

| 2010 | Moto  |   |   |   |   |   |   |   |   |   |   |   |   |   |  |  |  |  |  |  |  |  |  |  |  | Punti | Pos. |
| ---- | ----- | - | - | - | - | - | - | - | - | - | - | - | - | - |  |  |  |  |  |  |  |  |  |  |  | ----- | ---- |
| 2010 | Honda | 3 | 1 | 2 | 3 | 2 | 2 | 1 | 3 | 1 | 2 | 2 | 2 | 2 |  |  |  |  |  |  |  |  |  |  |  | 263   | 1º   |

| 2012 | Moto     |   |    |   |   |   |   |   |   |   |   |   |   |   |  |  |  |  |  |  |  |  |  |  |  | Punti | Pos. |
| ---- | -------- | - | -- | - | - | - | - | - | - | - | - | - | - | - |  |  |  |  |  |  |  |  |  |  |  | ----- | ---- |
| 2012 | Kawasaki | 1 | SQ | 2 | 3 | 2 | 1 | 5 | 2 | 5 | 1 | 1 | 2 | 4 |  |  |  |  |  |  |  |  |  |  |  | 231   | 1º   |

| 2013 | Moto     |   |     |   |     |   |   |   |    |   |     |   |   |   |  |  |  |  |  |  |  |  |  |  |  | Punti | Pos. |
| ---- | -------- | - | --- | - | --- | - | - | - | -- | - | --- | - | - | - |  |  |  |  |  |  |  |  |  |  |  | ----- | ---- |
| 2013 | Kawasaki | 1 | Rit | 2 | Rit | 2 | 3 | 1 | AN | 1 | Rit | 1 | 1 | 2 |  |  |  |  |  |  |  |  |  |  |  | 201   | 2º   |

| 2014 | Moto     |     |   |     |     |   |   |   |   |    |     |   |  |  |  |  |  |  |  |  |  |  |  |  |  | Punti | Pos. |
| ---- | -------- | --- | - | --- | --- | - | - | - | - | -- | --- | - |  |  |  |  |  |  |  |  |  |  |  |  |  | ----- | ---- |
| 2014 | Kawasaki | Rit | 1 | Rit | Rit | 4 | 3 | 4 | 3 | 13 | Rit | 8 |  |  |  |  |  |  |  |  |  |  |  |  |  | 94    | 8º   |

| 2015 | Moto     |   |   |   |   |   |   |   |    |   |   |   |   |  |  |  |  |  |  |  |  |  |  |  |  | Punti | Pos. |
| ---- | -------- | - | - | - | - | - | - | - | -- | - | - | - | - |  |  |  |  |  |  |  |  |  |  |  |  | ----- | ---- |
| 2015 | Kawasaki | 6 | 2 | 1 | 1 | 1 | 1 | 2 | 11 | 4 | 1 | 2 | 2 |  |  |  |  |  |  |  |  |  |  |  |  | 233   | 1º   |

| 2016 | Moto     |     |   |   |   |   |   |   |   |   |     |   |   |  |  |  |  |  |  |  |  |  |  |  |  | Punti | Pos. |
| ---- | -------- | --- | - | - | - | - | - | - | - | - | --- | - | - |  |  |  |  |  |  |  |  |  |  |  |  | ----- | ---- |
| 2016 | Kawasaki | Rit | 2 | 1 | 3 | 1 | 6 | 1 | 1 | 1 | Rit | 1 | 2 |  |  |  |  |  |  |  |  |  |  |  |  | 216   | 1º   |

| 2017 | Moto     |     |     |     |   |   |   |   |   |   |    |     |   |  |  |  |  |  |  |  |  |  |  |  |  | Punti | Pos. |
| ---- | -------- | --- | --- | --- | - | - | - | - | - | - | -- | --- | - |  |  |  |  |  |  |  |  |  |  |  |  | ----- | ---- |
| 2017 | Kawasaki | Inf | Inf | Rit | 1 | 1 | 1 | 1 | 2 | 1 | NP | Inf | 3 |  |  |  |  |  |  |  |  |  |  |  |  | 161   | 2º   |

| 2018 | Moto     |    |     |     |     |     |  |  |  |  |  |  |  |  |  |  |  |  |  |  |  |  |  |  |  | Punti | Pos. |
| ---- | -------- | -- | --- | --- | --- | --- |  |  |  |  |  |  |  |  |  |  |  |  |  |  |  |  |  |  |  | ----- | ---- |
| 2018 | Kawasaki | 13 | Inf | Inf | Inf | Rit |  |  |  |  |  |  |  |  |  |  |  |  |  |  |  |  |  |  |  | 3     | 31º  |

| 2021 | Moto     |  |  |  |  |  |  |  |  |  |  |  |  |  |  |  |  |    |    |  |  |  |  |  |  | Punti | Pos. |
| ---- | -------- |  |  |  |  |  |  |  |  |  |  |  |  |  |  |  |  | -- | -- |  |  |  |  |  |  | ----- | ---- |
| 2021 | Kawasaki |  |  |  |  |  |  |  |  |  |  |  |  |  |  |  |  | AN | NP |  |  |  |  |  |  | 0     |      |

| Legenda | 1º posto        | 2º posto            | 3º posto           | A punti      | Senza punti        | Grassetto – Pole position Corsivo – Giro più veloce |
| Legenda | Gara non valida | Non qual./Non part. | Ritirato/Non class | Squalificato | '-' Dato non disp. | Grassetto – Pole position Corsivo – Giro più veloce |

### Campionato mondiale Superbike
| 2008 | Moto  |    |    |    |    |    |    |    |    |  |  |    |    |     |    |    |     |    |    |    |    |     |    |     |     |   |    |  |  | Punti | Pos. |
| ---- | ----- | -- | -- | -- | -- | -- | -- | -- | -- |  |  | -- | -- | --- | -- | -- | --- | -- | -- | -- | -- | --- | -- | --- | --- | - | -- |  |  | ----- | ---- |
| 2008 | Honda | 12 | 10 | 14 | 11 | 12 | 15 | 12 | 19 |  |  | 12 | 14 | Rit | 21 | 18 | Rit | 10 | 10 | 13 | 17 | Rit | NP | Rit | Rit | 9 | 19 |  |  | 54    | 18º  |

| Legenda | 1º posto        | 2º posto            | 3º posto           | A punti      | Senza punti        | Grassetto – Pole position Corsivo – Giro più veloce |
| Legenda | Gara non valida | Non qual./Non part. | Ritirato/Non class | Squalificato | '-' Dato non disp. | Grassetto – Pole position Corsivo – Giro più veloce |

### Motomondiale
| 2010 | Classe | Moto  |  |  |  |  |  |  |  |  |    |  |  |  |  |  |  |  |   |     | Punti | Pos. |
| ---- | ------ | ----- |  |  |  |  |  |  |  |  | -- |  |  |  |  |  |  |  | - | --- | ----- | ---- |
| 2010 | Moto2  | Suter |  |  |  |  |  |  |  |  | NE |  |  |  |  |  |  |  | 5 | Rit | 11    | 29º  |

| 2011 | Classe | Moto  |    |    |     |    |     |   |   |    |    |    |    |    |     |     |    |   |    |    | Punti | Pos. |
| ---- | ------ | ----- | -- | -- | --- | -- | --- | - | - | -- | -- | -- | -- | -- | --- | --- | -- | - | -- | -- | ----- | ---- |
| 2011 | Moto2  | Suter | 18 | 16 | Rit | 26 | Rit | 8 | 2 | 10 | 11 | NE | 10 | NP | Inf | Inf | 19 | 6 | 12 | 20 | 59    | 17º  |

| Legenda | 1º posto        | 2º posto            | 3º posto            | A punti      | Senza punti        | Grassetto – Pole position Corsivo – Giro più veloce |
| Legenda | Gara non valida | Non qual./Non part. | Ritirato/Non class. | Squalificato | '-' Dato non disp. | Grassetto – Pole position Corsivo – Giro più veloce |